# Ali Askar Lali
Ali Askar Lali (* 19. September 1959 in Kabul) ist ein ehemaliger afghanischer Fußballnationalspieler und Trainer. 1981 kam er als Flüchtling über den Iran nach Deutschland und lebte viele Jahre in Paderborn. Inzwischen lebt er in Deutschland und Afghanistan.
Als Trainer beteiligt sich Lali zurzeit an einem Projekt des Auswärtigen Amtes zur Förderung des afghanischen Frauenfußballs und trainierte die afghanische Frauennationalmannschaft. Zudem assistiert er Slaven Skeledžić seit 2015 bei der Männernationalmannschaft.

## Karriere
Lali gilt in Afghanistan als eine Art afghanischer Beckenbauer. Er war in den 1970er Jahren einer der zentralen Figuren der afghanischen Nationalmannschaft. Nach seiner Flucht, war er in Deutschland für den TuS Schloß Neuhaus, Delbrücker SC und den VfL Lichtenau als Spieler aktiv. Als Trainer betreute er unter anderen TuRa Elsen, VfL Lichtenau und Türk Gücü Paderborn. 2003 kehrte er als bislang einzig bekannter ehemaliger Nationalspieler zurück nach Afghanistan ohne jedoch Deutschland als Wohnort gänzlich aufzugeben.